# Driekleurennon
De driekleurennon (Lonchura malacca) is een vogel uit de familie van de prachtvinken (Estrildidae).

## Taxonomie
Volgens de IOC World Bird List is het taxon Lonchura malacca beperkt tot de populaties van Zuid-India en Sri Lanka. De kastanjenon (Lonchura atricapilla) wordt ook wel beschouwd als ondersoort van deze soort: Lonchura malacca atricapilla. In dat geval is de driekleurennon de nominaat: L. m. malacca.
Een indeling waarbij L. malacca sensu lato staat voor een vogelsoort met een groot verspreidingsgebied, dat reikt tot de Filipijnen, is nog steeds gangbaar.

## Kenmerken
De kop, keel en buik zijn zwart, de borst en flanken wit, de rest van het lichaam is kastanjebruin. Het vrouwtje is qua uiterlijk gelijk aan het mannetje. De totale lengte van kop tot puntje van de staart is 11-12 centimeter.

## Verspreiding en leefgebied
De driekleurennon komt oorspronkelijk voor in het zuidelijk deel van India en op Sri Lanka (het vroegere Ceylon). De vogel wordt veel als kooivogel gehouden en daardoor vormen ontsnapte dieren verwilderde populaties in landen in Zuid-Amerika, Japan en het Caraïbisch gebied. Het is een vogel van gebieden met dicht struikgewas, hoog gras, rijstvelden, rietvelden en moerassen.

## Status
De driekleurennon heeft een enorm groot verspreidingsgebied (volgens de opvatting van de IUCN) en daardoor alleen al is de kans op uitsterven uiterst gering. Er is geen aanleiding te veronderstellen dat de soort in aantal achteruit gaat en om die redenen staat de driekleurennon als niet bedreigd op de Rode Lijst van de IUCN.

## De driekleurennon als kooivogel

### Verzorging
Deze rustige en aardige vogels zijn gemakkelijk te houden in een gemengde en goed beplante (buiten)volière. Deze vogeltjes badderen graag, water moet dus altijd aanwezig zijn.
De verzorging is praktisch gelijk aan die van de witkopnon en de zwartkopnon.

### Voeding
Het menu bestaat uit het normale zaadmengsel voor tropische vogels, trosgierst en onkruidzaden. Water, maagkiezel en grit moeten natuurlijk altijd ter beschikking staan.